# 알베로벨로

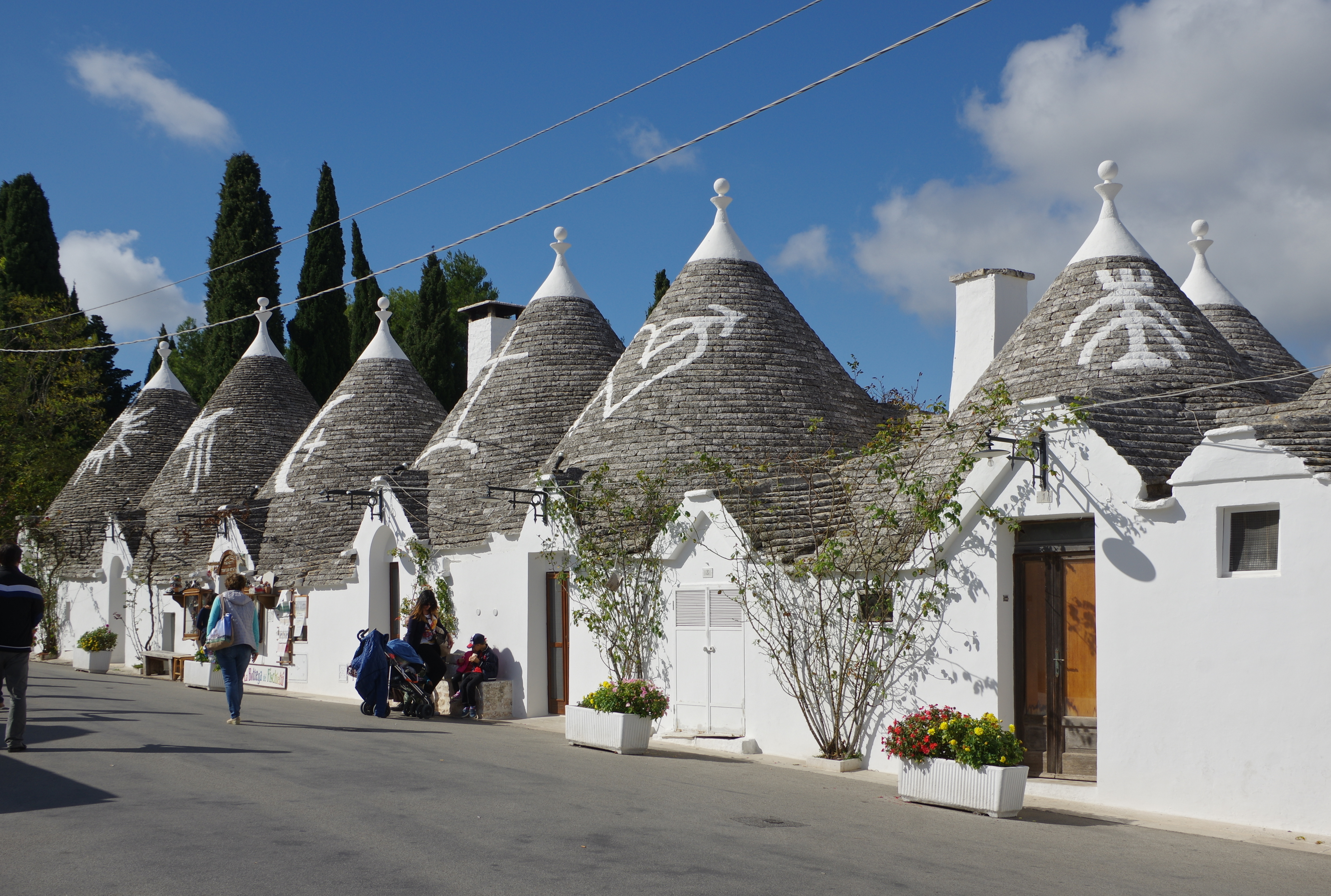
3개의 트룰리.

알베로벨로(이탈리아어: Alberobello→"아름다운 나무"라는 뜻)는 이탈리아 남부 풀리아주 바리 광역시의 코무네이자 작은 도시이다. 인구 수는 10,735명이며 고유한 트룰로 건물로 유명하다. 알베로벨로의 트룰리는 1996년부터 유네스코의 세계유산 지역으로 지정되었다.

## 역사
알베로벨로는 처음 40개의 가족이 해당 지역에 농사를 지을 수 있게 땅을 부여받은 16세기 초에 처음 언급되었다.

## 알베로벨로의 트룰리
석회석의 원뿔 구조가 마른 적층 건축의 예이다. 코벨은 선사시대적 기법이다. 이 구조는 14세기 즈음으로 거슬러 올라간다. 이 도시의 두 지역은 트룰리의 수가 가장 많다: 리오네 몬티(Rione Monti)는 1,030개의 트룰리가 있으며, 리오네 아이아 피콜라(Rione Aia Piccola)는 590개의 트룰리가 있다.

## 국제 관계
알베로벨로의 자매 도시는 다음과 같다:
- 일본 시라카와촌
- 일본 고카야마
- 이탈리아 몬테산탄젤로 (2013년 이후)
- 이탈리아 안드리아
- 터키 하란 (2013년 이후)